# 福爾摩沙三族記
《福爾摩沙三族記》為台灣醫師作家陳耀昌的大河小說作品。小說時代為台灣歷史上荷蘭時期與鄭氏王朝的政權轉移時期，藉由瑪利婭、烏瑪與陳澤等三位分別來自不同民族（荷蘭人、西拉雅人與河洛人）的男女面對戰爭的無情殺戮與親人摯友的永別來刻畫出大時代的背景與小人物的故事。

## 外部連結
- 福爾摩沙三族記BV新書短片簡介 - YouTube （页面存档备份，存于）